# Комжа

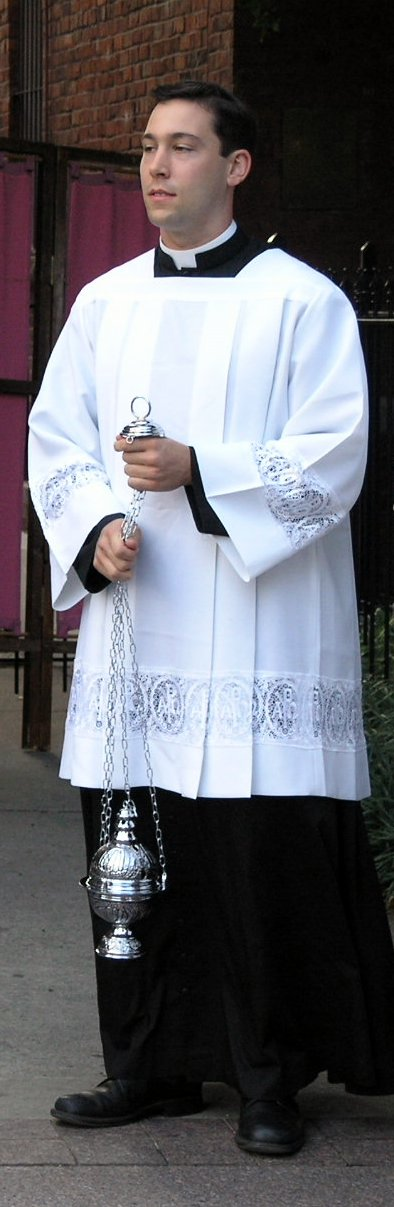
Міністрант, одягнутий в Комжу

Комжа (лат. surplice, пізньолатинське — лат. superpelliceum, від super , «над» і pellicia , surplice (або «cotta») «хутряний одяг») — елемент літургійного одягу у католицизмі.
Комжа — одяг з білої тканини, що доходить до середини стегна. Зовні нагадує роккетто, але має, на відміну від неї, рукави що розширюються. Комжа коротша альби, довжина якої може доходити до підлоги. Може бути прикрашена мереживом. Комжа на богослужіннях носять невисвящені церковнослужителі (миряни і читці), а також миряни-міністранти. Диякони і священики надягають замість альби Комжу тільки в тих випадках, коли поверх не надягається риза або далматика.